# Silke Bartsch
Silke Bartsch (* in Reutlingen) ist eine deutsche Wissenschaftlerin und Professorin für Fachdidaktik Arbeitslehre an der Technischen Universität Berlin. Von 2010 bis 2018 war sie Professorin für Ernährungs- und Haushaltswissenschaft und ihre Didaktik an der Pädagogischen Hochschule Karlsruhe. Sie promovierte im Bereich Ernährungsverhaltensforschung zu Jugendesskultur. Ihr  Schwerpunkt ist Ernährungs- und Verbraucherbildung.

## Leben
Silke Bartsch studierte zwischen 1983 und 1993 zunächst Architektur, dann Biologie, Haushalt/Arbeitslehre und Psychologie für das Lehramt an der Technischen Universität Berlin. Ihr Studium schloss sie mit dem ersten Staatsexamen mit fachwissenschaftlicher Ausbildung in den Fächern Haushalt/Arbeitslehre und Biologie ab und war anschließend als Lehramtsanwärterin an der Kopernikus-Oberschule in Berlin tätig. Nach dem zweiten Staatsexamen 1995 war sie bis 2010 Lehrerin an Berliner Schulen und leitete zuletzt den Fachbereich Arbeitslehre an der Kopernikus-Oberschule in Berlin-Steglitz.
Von 1999 bis 2002 war sie wissenschaftliche Mitarbeiterin im Projekt „Esskultur im Alltag“ an der Pädagogischen Hochschule Heidelberg unter der Leitung von Barbara Methfessel, wo sie im Nachfolgeprojekt „Projekt ‚Esskultur im Alltag‘ – Beiträge zu neuen Konzepten der Ernährungsbildung“ ab 2002 weiterhin mitarbeitete und publizierte.
Parallel zu ihrer Lehrtätigkeit an Schulen promovierte sie mit summa cum laude zum Thema „Jugendesskultur: Bedeutungen des Essens für Jugendliche im Kontext Familie und Peergroup“ bei Barbara Methfessel an der Pädagogischen Hochschule Heidelberg. Ihre Dissertationsschrift wurde mit dem Oecotrophica-Preis 2007 auf dem Gebiet Oecotrophologie, Fachrichtung Ernährungsverhaltensforschung ausgezeichnet.
Nach ihrer Promotion arbeitete sie als freie Wissenschaftlerin in verschiedenen Arbeitsgruppen mit, u. a. im Projekt Kooperation mit Lehr-Forschungsprojektes „Essen im interkulturellen Kontext“ am Beispiel der „Mittelmeerkost“.
2010 nahm sie den Ruf auf die Professur für Ernährungs- und Haushaltswissenschaft und ihre Didaktik an der Pädagogischen Hochschule Karlsruhe an. Ihre Forschungs- und Lehrschwerpunkte liegen im Bereich der Ernährungs- und Verbraucherbildung. Neben haushaltswissenschaftlichen Fragen, arbeitet sie seit längerem federführend an der fachdidaktischen Entwicklung von digitalen Lernangeboten für Jugendliche im Bereich der Ernährungs- und Verbraucherbildung (zum Beispiel: Projekt MILE-BW). Sie ist in Projekte zur Verbraucherbildung an Schulen involviert.
Sie ist in zahlreichen Arbeitsgruppen zur curricularen Entwicklung der haushaltsbezogenen Bildung aktiv, u. a. in der länderübergreifenden D-A-CH-Arbeitsgruppe zur hochschuldidaktischen Fragen der Lehrerbildung in Deutschland, Österreich, Schweiz, der DGE Fachgruppe Ernährungsbildung sowie im Sprecherteam des BNE-Hochschulnetzwerkes Baden-Württemberg. In zahlreichen Beiräten und in der Verbraucherkommission ist sie beratend für die Ernährungs- und Verbraucherbildung tätig.
Sie ist stellvertretende Vorsitzende der Verbraucherkommission Baden-Württemberg.
Seit 2018 leitet sie die Fachdidaktik Arbeitslehre der Technischen Universität Berlin.

## Mitgliedschaften (Auswahl)
- seit 2005 (Gründungsjahr): Mitglied der Arbeitsgruppe EVB (Ernährungs- und Verbraucherbildung) zur Weiterentwicklung, Implementierung und Evaluierung des im REVIS-Projekt erarbeiteten Kerncurriculums (Arbeitsgruppe im Verbund mit den Hochschulen in Heidelberg, Paderborn und Flensburg)
- seit 2009 (Gründungsjahr): Mitglied der D-A-CH Arbeitsgemeinschaft zur Ernährungs- und Verbraucherbildung/Bildung in Ernährung und Konsum
- seit 2012 Mitglied der Fachgruppe und seit 2017 Sprecherin der Steuerungsgruppe der DGE: Ernährungsbildung
- seit 2013 Sprecherin im Hochschulnetzwerk „Bildung für nachhaltige Entwicklung Hochschulnetzwerk Baden-Württemberg“ (Offizielles BNE-Projekt der UN-Weltdekade „Nachhaltigkeit lernen“ 2013/14). Gefördert vom Kultusministerium Baden-Württemberg, Stuttgart. Leitung: Armin Lude, Pädagogische Hochschule Ludwigsburg.
- seit 2016 Mitglied der Verbraucherkommission Baden-Württemberg.